# Деревляный, Василий Тимофеевич
Василий Тимофеевич Деревляный (укр. Василь Тимофійович Деревляний; род. 23 августа 1962, село Белоскирка, Тернопольский район, Тернопольская область, УССР, СССР) — украинский политик. Народный депутат Украины. Член партии Всеукраинское объединение «Батькивщина» с декабря 2001, глава её Тернопольской областной организации с января 2003.
Первый заместитель председателя Тернопольского областного совета с декабря 2015.

## Биография
Родился в крестьянской семье. Украинец.
В 1979 году окончил Баворивськую среднюю школу и поступил в Киевский геологоразведочный техникум на специальность техник-геофизик. В 2005 году окончил Юридический институт Тернопольского национального экономического университета по специальности правоведение.
В 1982—1984 годах — служба в армии.
В 1985—1992 годах работал рабочим на заводе «Орион» (г. Тернополь).
С сентября 1997 по май 1998 года заместитель директора Тернопольского хлебозавода № 1.
С января 2002 работал в ООО «АНТ».

## Политическая карьера
С августа 1989 года — член Украинского Хельсинкского союза.
В 1992 году — один из инициаторов создания Украинской консервативной республиканской партии, с 1992 по 2002 год — заместитель председателя Тернопольской областной организации УКРП.
С 1998 по 2002 год — депутат Тернопольского районного совета.
С декабря 2000 по июль 2001 года — координатор Гражданского комитета Тернопольщины «За Украину без Кучмы».
С ноября 2001 года — руководитель Тернопольского областного штаба Блока Юлии Тимошенко.
Депутат Тернопольского областного совета (2002—2006), руководитель фракции «Батькивщина».
В 2006 и в 2007 годах избирался народным депутатом Украины по избирательному списку Блока Юлии Тимошенко. Председатель подкомитета по вопросам охраны историко-культурного наследия Комитета Верховной Рады по вопросам культуры и духовности.
С 12 декабря 2012 по 27 ноября 2014 года — народный депутат Украины VII созыва от партии Всеукраинское объединение «Батькивщина», № 36 в списке. Член Комитета Верховной Рады по вопросам транспорта и связи.